# (7528) Huskvarna
(7528) Huskvarna – planetoida z pasa głównego asteroid okrążająca Słońce w ciągu 5 lat i 9 dni w średniej odległości 2,93 j.a. Została odkryta 19 marca 1993 roku w Europejskim Obserwatorium Południowym w ramach programu UESAC. Przed nadaniem nazwy planetoida nosiła oznaczenie tymczasowe (7528) 1993 FS39.